# リプキス
『リプキス』（REPKISS）は、2016年3月25日に戯画から発売されたPC用18禁恋愛アドベンチャーゲームである。英語の副題は"Please kiss me again, like the first time..."。
2016年4月28日に通常版が発売された。2016年11月3日にはMobage版、11月6日にはGREE版が配信された。
エンターグラムより移植版が発売されており、2017年4月13日にPlayStation 4/PlayStation Vita版が発売され、2018年12月20日にNintendo Switch版が配信された。
戯画による「キス」シリーズ5作目。

## あらすじ
主人公・立石 総司は、幼少時を過ごした町にふたたび戻り、買い物をするために外に出ていたところ、声をかけられる。振り向いてみると、そこにいたのは、幼馴染の五ヶ谷 奏撫だった。それは、総司とその周囲の人々が抱いていた想いが、再び動き出した瞬間でもあった。

## 登場人物

### 主人公
立石 総司（たていし そうじ）
本作の主人公。学年は2年で身長は175cmである。

### メインヒロイン
五ヶ谷 奏撫（いつがや かなで）
声 - 東條美和子
T157/B88(E)/W58/H88
主人公の幼なじみで同級生。いい加減な姉に世話を焼くうちに、姉以外の人物に対しても世話を焼くようになった。
五ヶ谷 羽耶音（いつがや はやね）
声 - あじ秋刀魚
T160/B92(F)/W59/H91
主人公の幼なじみで奏撫の姉。主人公の初恋の相手でもある。
家事は苦手だが、お菓子づくりだけは得意。また、家の中ではブラジャーをつけていなかったりバスタオル一枚でうろついたりすることが多い。
双葉 咲希（ふたば さき）
声 - てんぐまい
T150/B80(B)/W56/H80
総司のクラスのクラス委員長で、奏撫の親友でもある。クラス委員長のほかにもテニス部部長を掛け持ちしているだけあってコミュニケーションは得意だが、根が臆病なため、攻撃的な態度をとることもある。
双葉 唯梨（ふたば ゆいり）
声 - 萌花ちょこ
T153/B85(D)/W57/H86
咲希の母の連れ子で、義姉の咲希を慕っている。

### サブキャラクター
立石 まゆり（たていし まゆり）
声 - 空気無子
総司の妹で、唯梨の同級生。かなりの甘党で羽耶音の手作りクレープが大好物。
PS4/Vita/Switch版では攻略対象に追加された。
平山 圭助（ひらやま けいすけ）
声 - 雫田ハヤテ
総司の友人。ヒロインたちに声をかけて罵倒されては喜んでいるうえ、卑猥なことに関しては「思春期の男なら当然」と堂々とした態度をとる。

## スタッフ
- キャラクターデザイン・原画：みことあけみ、ひつじたかこ、うなさか
- シナリオ：玉城琴也、真崎ジーノ
- 音楽：羽鳥風画
- ムービー：神月社、B.J（Mju:z）

## 主題歌
主題歌「One Kiss One Love」
歌：佐咲紗花 / 作詞：RUCCA / 作編曲：岩橋星実（Elements Garden）
挿入歌「Snow Symphony」
歌：桜川めぐ / 作詞：RUCCA / 作編曲：藤永龍太郎（Elements Garden）
エンディングテーマ「ANNIVERSARY」
歌：安田みずほ / 作詞：森永桐子 / 作編曲：羽鳥風画

## 関連商品

### 音楽CD
Soft Kiss
ゲームBGMとボーカル曲を収録。